# سيدني ويب

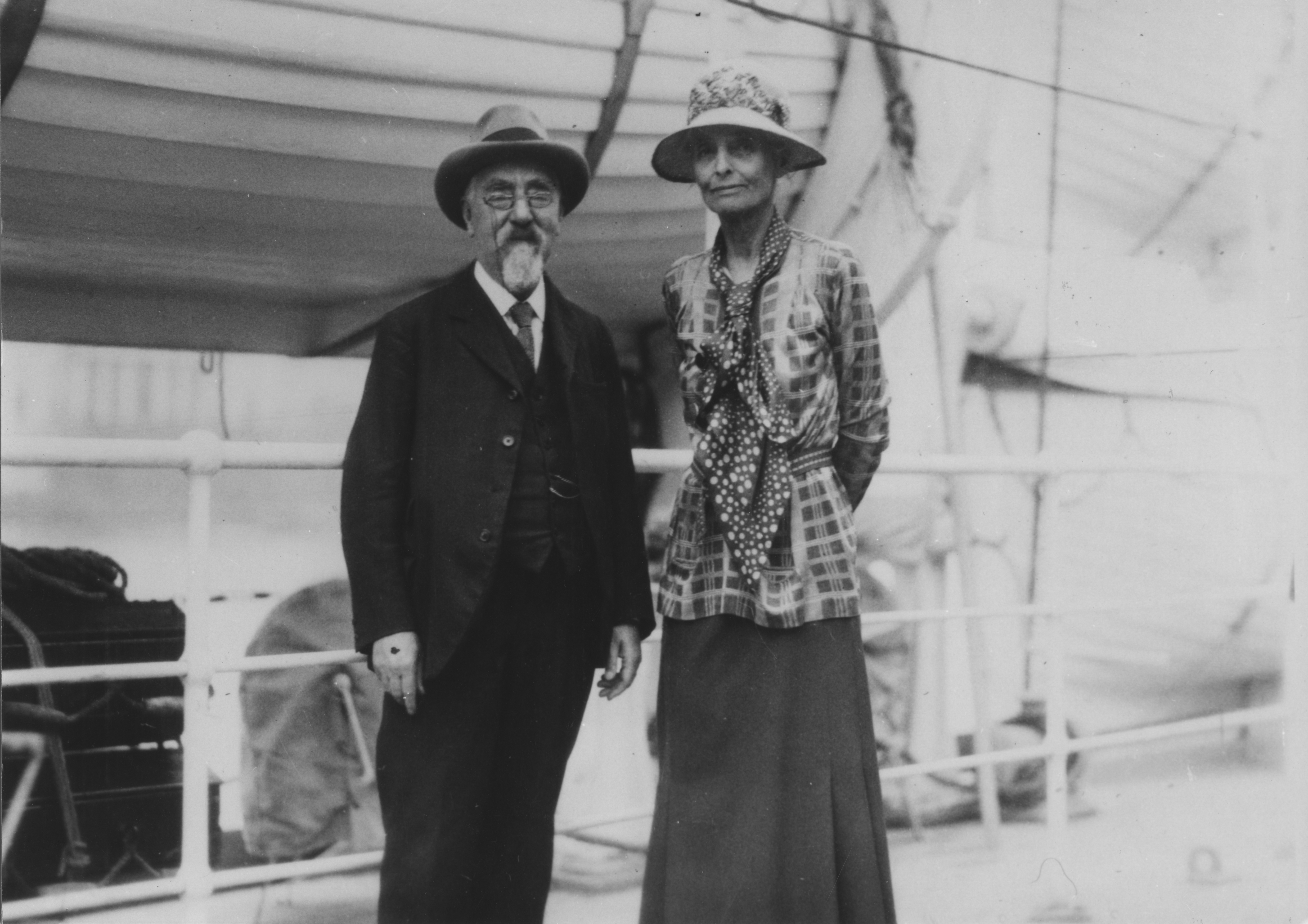
سيدني ويب وزوجته بياتريس ويب

سيدني جيمس ويب (بالإنجليزية: Sidney Webb)‏، هو أول بارون باسفيلد (13 يوليو/تموز 1859 – 13 أكتوبر/تشرين الأول 1947) هو وقد كان بريطانياً اشتراكياً، خبيراً اقتصادياً، مصلحاً واحد مؤسسي كلية لندن للاقتصاد. وقد كان أحد الاعضاء الأوائل في الجمعية الفابية في عام 1884، بالاشتراك مع جورج برنارد شو (الاثنان معاً التحقوا بالتأسيس بعد ثلاثة أشهر من بدايات الكلية). وبالاشتراك مع زوجته، بياتريس ويب، آني بيزنت، غراهام والاس، ادوارد ر. بياس، هوبرت بلاند، و سيدني اوليفر، شو ويب حولوا الجمعية الفابية إلى مجتمعاً سياسياً-فكرياً بارزاً لأنجلترا في الفترة الادواردية وما بعدها. وقد كتب الشرط الرابع الأصلي لحزب العمال البريطاني.

## روابط خارجية
- سيدني ويب على موقع الموسوعة البريطانية (الإنجليزية)
- سيدني ويب على موقع مونزينجر (الألمانية)

- Hansard 1803–2005: contributions in Parliament by Sidney Webb
- Critique of Webb by Leon Trotsky in The Revolution Betrayed
- The Webb Bibliography
- The Webb Diaries available in full from LSE
- مؤلفات Sidney Webb في مشروع غوتنبرغ
- أعمال أو نبذة عن Sidney Webb على أرشيف الإنترنت